# American Airpower Museum
American Airpower Museum je muzej kojeg su osnovali Jeff i Jacky Clyman 2000. godine. Predsjednik muzeja je Jeff Clyman. Muzej se nalazi na aerodromu "Republic Airport", Farmingdale, Long Island, New York i u vrijeme Drugog svjetskog rata bio je hangar za proizvodnju borbenih aviona Ratnog zrakoplovstva SAD-a. U muzeju se čuvaju povijesni i moderni borbeni avioni Američkog ratnog zrakoplovstva u svojem originalnom izgledu i ispravnom letačkom stanju. Muzej djeluje na principu ne-profitne obrazovne zaklade. Financira se iz različitih donacija, vlastitih letačkih manifestacija te je pod stalnim sponzorstvom kompanije "Cockpit USA" koja je vlasništvo Jeffa i Jacky Clyman. Muzej ustaljenim različitim događanjima tijekom godine odaje počast ratnim veteranima iz Drugog svjetskog rata i ratnim povijesnim događajima Američkog ratnog zrakoplovstva. 

## Postav muzeja
Borbeni ratni zrakoplovi izloženi u muzeju: 
- Curtiss-Wright P40 Warhawk - 1935.
- L-39 Albatross - 1968.
- North American T6 "Texan" - 1935.
- Consolidated PBY Catalina - 1939.
- North American B25 Mitchell - 1940.
- P-51 Mustang - 1940.
- Republic P47 Thunderbolt - 1940.
- Douglas C47 Skytrain (znan i kao DC3 & Dakota) - 1940.
- Grumman TBM Avenger - 1942.
- Vought FG-1D Corsair - 1942.

Borbeni ratni avioni muzeju je na zajam dao muzej Muzej zračnih snaga SAD-a Wright-Patterson iz Daytona i izloženi u muzeju:
- Republic F-84 Thunderjet - 1948.
- Republic RF-84 Thunderflash - 1953.
- Republic F-105 Thunderchief - 1955.
- General Dynamics F-111 - 1967.

Vozila: 
- Armored M20 tank
- M8 Greyhound Tank
- ”Meat Chopper” Quad .50 WWII strojnica

## Povezice
- Avijacija
- Cockpit USA
- Cowboys of the sky
- Pilotska jakna
- Top Gun
- Ratno zrakoplovstvo SAD-a
- Ratna mornarica SAD-a
- Obalna straža SAD-a
- Drugi svjetski rat

## Vanjske poveznice
- Stranice American Airpower Muzeja
- Službena stranica COCKPIT USA (nekadašnji Avirex LTD.)